# Аніта Падар
Падар Аніта (угор. Pádár Anita; нар. 30 березня 1979, Каргац, Яс-Надькун-Сольнок, Угорщина) — угорська футболістка та футзалістка, півзахисниця та нападниця, виступала за футбольну та футзальну збірні Угорщини.

## Клубна кар'єра
Футболом розпочала займатися в рідному місті «Каргац». У віці 14-років дебютувала за «Сольнок» у вищому дивізіоні чемпіонату Угорщини. У 1994 році перейшла до клубу «Ласло Корхаз», у складі якого в своєму дебютному сезоні виграла чемпіонат Угорщини. У 1997 році перебралася до «Іріса», за який відщначилася чотирма голами, після чого повернулася до «Ласло Корхаза», з яким за три сезони виграла ще один титул чемпіона Угорщини. У 2000 році перейшла в «Ренову», з якою стала срібноб призеркою угорського чемпіонату. З 2001 по 2011 рік виступала за найтитулованішу угорську команду — «Феміну». Разом з клубом 6 разів вигравала чемпіонат Угорщини та 1 разу — національний кубок. Починаючи з сезону 1998/99 року ставала незмінною найкращою бомбардиркою чемпіонату Угорщини. Відзначилася понад 600-ма голами в чемпіонаті Угорщини, завдяки чому стала найкращою бомбардиркою в історії турніру. Через появу фінансових проблем у «Феміні» перейшла до «МТК Унгарія».
У червні 2016 року завершила кар'єру футболістки.
З 2003 року виступала також за угорські футзальні клуби.

## Кар'єра в збірній
У футболці національної збірної Угорщини дебютувала 1995 року, незабаром після того як Аніті виповнилося 16 років. 25 серпня 2011 року в Печці зіграла 84-й поєдинок (проти Румунії), завдяки чому стала рекордсменкою збірної Угорщини за кількістю зіграних матчів на міжнародному рівні. 6 березня 2013 року в поєдинку Кубок Алгарве проти Мексики зіграла свій 100-ий матч за національну збірну.
1 серпня 2015 року, на кубку Балатона проти Словаччини, зіграла свій останній матч за збірну Угорщини.

## Досягнення
- Чемпіонат Угорщини
  -  Чемпіон (11): 1994/95, 1997/98, 1998/99, 1999/00, 2001/02, 2002/03, 2005/06, 2006/07, 2007/08, 2011/12, 2012/13
  -  Срібний призер (1): 2000/01
  -  Бронзовий призер (2): 1995–96, 2004–05

- Найкраща бомбардирка чемпіонату Угорщини (15): 1998/99 (21 гол), 1999/00 (22 голи), 2000/01 (23 голи), 2001/02 (24 голи), 2002/03 (22 голи), 2003/04 (31 гол), 2004/05 (27 голів), 2005/06 (34 голи), 2006/07 (29 голів), 2007/08 (52 голи), 2008/09 (44 голи), 2009/10 (38 голів), 2010/11 (35 голів), 2011/12 (57 голів), 2012/13 (55 голів)

- Кубок Угорщини
  -  Володар (5): 1998, 1999, 2000, 2001, 2013
  -  Фіналіст (2): 1996, 2002

- Футболістка року в Угорщині (2): 1999, 2011

## Статистика виступів

### Клубна
| Клуб           | Сезон   | Чемпіонат Угорщини | Чемпіонат Угорщини | Чемпіонат Угорщини | Кубок Угорщини | Кубок Угорщини | Кубок Угорщини | Єврокубки | Єврокубки | Єврокубки | Єврокубки | Загалом | Загалом |
| Клуб           | Сезон   | Міс.               | Матчі              | Голи               | Міс.           | Матчі          | Голи           | Кубок     | Раунд.    | Матчі     | Голи      | Матчі   | Голи    |
| -------------- | ------- | ------------------ | ------------------ | ------------------ | -------------- | -------------- | -------------- | --------- | --------- | --------- | --------- | ------- | ------- |
| «Сольнок ТЕ»   | 1993–94 | 6.                 | 0?                 | 019                | —              | 0?             | 0?             | —         | —         | —         | —         | 0?      | 019     |
| «Ласло Корхаз» | 1994–95 | Чемпіонка          | 026                | 014                | —              | 02             | 0              | —         | —         | —         | —         | 028     | 014     |
| «Ласло Корхаз» | 1995–96 | 3.                 | 0?                 | 011                | 2.             | 0?             | 0?             | —         | —         | —         | —         | 0?      | 011     |
| «Ласло Корхаз» | 1996–97 | 6.                 | 0?                 | 06                 | —              | 0?             | 0?             | —         | —         | —         | —         | 0?      | 06      |
| «Іріс»         | 1996–97 | 4.                 | 0?                 | 04                 | —              | 0?             | 0?             | —         | —         | —         | —         | 0?      | 04      |
| «Ласло Корхаз» | 1997–98 | ЧЕМПІОНКА          | 0?                 | 0?                 | 1.             | 0?             | 0?             | —         | —         | —         | —         | 0?      | 0?      |
| «Ласло Корхаз» | 1998–99 | ЧЕМПІОНКА          | 0?                 | 021                | 1.             | 0?             | 0?             | —         | —         | —         | —         | 0?      | 021     |
| «Ласло Корхаз» | 1999–00 | ЧЕМПІОНКА          | 018                | 022                | 1.             | 04             | 09             | —         | —         | —         | —         | 022     | 031     |
| «Ренова»       | 2000–01 | 2.                 | 018                | 023                | 1.             | 0?             | 0?             | —         | —         | —         | —         | 018     | 023     |
| «Феміна»       | 2001–02 | ЧЕМПІОНКА          | 019                | 024                | 2.             | 04             | 01             | —         | —         | 03        | 01        | 026     | 026     |
| «Феміна»       | 2002–03 | ЧЕМПІОНКА          | 0?                 | 022                | —              | 0?             | 0?             | —         | —         | 03        | 02        | 03      | 024     |
| «Феміна»       | 2003–04 | 4.                 | 0?                 | 031                | —              | 0?             | 0?             | —         | —         | 03        | 02        | 03      | 033     |
| «Феміна»       | 2004–05 | 3.                 | 0?                 | 027                | —              | 0?             | 0?             | —         | —         | —         | —         | 0?      | 027     |
| «Феміна»       | 2005–06 | ЧЕМПІОНКА          | 0?                 | 034                | —              | 0?             | 0?             | —         | —         | —         | —         | 0?      | 034     |
| «Феміна»       | 2006–07 | ЧЕМПІОНКА          | 024                | 032                | —              | 0?             | 0?             |           | 9-16.     | 06        | 03        | 030     | 035     |
| «Феміна»       | 2007–08 | ЧЕМПІОНКА          | 028                | 052                | —              | —              | —              | —         | —         | 03        | 04        | 031     | 056     |
| «Феміна»       | 2008–09 | 5.                 | 028                | 044                | —              | —              | —              | —         | —         | 03        | 02        | 031     | 046     |
| «Феміна»       | 2009–10 | 6.                 | 028                | 038                | —              | —              | —              | —         | —         | —         | —         | 028     | 038     |
| «Феміна»       | 2010–11 | 5.                 | 025                | 035                | —              | —              | —              | —         | —         | —         | —         | 025     | 035     |
| «Феміна»       | 2011–12 | 4.                 | 013                | 024                | —              | —              | —              | —         | —         | —         | —         | 013     | 024     |
| «МТК Унгарія»  | 2011–12 | ЧЕМПІОНКА          | 013                | 033                | —              | 01             | 0              | —         | —         | —         | —         | 014     | 033     |
| «МТК Унгарія»  | 2012–13 | ЧЕМПІОНКА          | 026                | 055                | 1.             | 03             | 08             |           | —         | 04        | 03        | 033     | 066     |
| «МТК Унгарія»  | 2013–14 |                    | 05                 | 08                 |                | 01             | 02             |           | —         | 03        | 01        | 09      | 011     |
| Загалом        | Загалом | Загалом            | 271                | 579                |                | 015            | 020            |           |           | 028       | 018       | 314     | 617     |

Станом на 22 вересня 2013 року